# 제임스 M. 구스타프슨
제임스 M. 구스타프슨 (James M. Gustafson, 1925년 12월 2일~2021년 1월 15일)은 미국 기독교 윤리학자이다.
1985년 웁살라 대학교 신학부에서 명예 박사를 받았다. 그는 예일 대학교  신학과(1955-1972)에서 기독교 윤리를 가르쳤고, 시카고 대학교에서 기독교 윤리학을 가르치고(1972-1988), 에모리 대학교에서 교수를 하였다.그는 2011년 기독교 윤리학회로부터 그의 업적에 의해서 상을 받았다. 그는 리차드 니부어에 의해서 큰 영향을 받았다.
그의 제자 가운데 저명한 학자로 스탠리 하우어워스와 더글라스 오타티가 있다.

## 참고 문헌
- Christ and the Moral Life (1968) Harper and Row.
- On being responsible: Issues in personal ethics (1968) (Edited by) Harper Forum Books.
- Can Ethics Be Christian? (1975) University of Chicago Press.
- Protestant and Roman Catholic Ethics: Prospects for Rapprochement (1978) University of Chicago Press.
- Ethics from a Theocentric perspective, volume 1 "Theology and ethics" (1981) University of Chicago Press.
- Ethics from a Theocentric perspective, volume 2 "Ethics and Theology" (1992) University of Chicago Press.
- Moral Discernment in the Christian Life: Essays in Theological Ethics (2007), part of the LIbrary of Theological Ethics collection. Westminster John Knox Press.

## 생애 작품
- Charles Swezey, "Bibliography of the Writings of James M. Gustafson, 1951-84," in The Journal of Religious Ethics 13:1 (Spring 1985), pp. 101–112[3]